# الجاسوسة حكمت فهمي (فلم)
الجاسوسة حكمت فهمي هو فيلم مصري عرض عام 1994، بطولة نادية الجندي وفاروق الفيشاوي وحسين فهمي، تأليف بشير الديك وإخراج حسام الدين مصطفى، يروي الفيلم قصة الممثلة والراقصة المصرية حكمت فهمي التي عملت كجاسوسة لصالح ألمانيا النازية ضد الحلفاء أيام الحرب العالمية الثانية.

## قصة الفيلم
تدور أحداث الفيلم حول حكمت فهمي (نادية الجندي) راقصة مصرية مشهورة في عقد الأربعينيات بالقرن العشرين تقوم بجولات فنية خارج مصر. تتعرف على شاب تظن أنه مصري لأنه يتحدث اللغة العربية اسمه حسين جعفر (فاروق الفيشاوي) يتضح فيما بعد أنه أحد الضباط الألمان المكلفين بالتجسس على تحركات الجيش البريطاني في مصر أثناء الحرب العالمية الثانية. تجمع بينهما قصة حب تجعلها تدخل عالم الجاسوسية ظنًا منها أنها تساهم في تخليص مصر من الاحتلال البريطاني، تتوطد علاقتها أيضًا بالقائد البريطانى في مصر مايلز لامبسون (حسين فهمي) الذي يقع في هواها، تظل حكمت فهمي تلعب لعبتها المزدوجة بين الجاسوس الألماني والقائد البريطاني، يتابع تحركاتها المجاهد الوطني عزيز المصري (أحمد مظهر) والشاب الوطني محمد أنور السادات (أحمد عبد العزيز) حتى يقبض عليها ولكن تأتي مجموعة من الفدائيين المصريين لينقذوها في آخر لحظة.

## طاقم التمثيل
- نادية الجندي: (حكمت فهمي)
- فاروق الفيشاوي: (هانز إبلر / حسين جعفر)
- حسين فهمي: (مايلز لامبسون)
- محمد مختار: (بيتر - مسئول المخابرات البريطانية بالقاهرة)
- أحمد عبد العزيز: (محمد أنور السادات)
- ماجد المصري: (سير إنجليزي - ابن تشرشل)
- منى جلال: (راشيل اليهودية)
- يوسف فوزي: (ضابط إنجليزي)
- محمد الصاوي: (ألبير ألبارمان اليهودي - زوج راشيل)
- صبري عبد المنعم: (موسى اليهودي)
- محمود طوبار: (عزت)
- محمد صلاح: (ضابط ألماني)
- فكري عبد الحميد
- إبراهيم صبحي
- كريم رفيق
- عبد الرازق فوزي
- عمرو يسري

### ضيف شرف
- أحمد مظهر: (عزيز المصري)

## فريق العمل
- إخراج: حسام الدين مصطفى
- تأليف: بشير الديك
- مدير التصوير: سعيد شيمي
- مونتاج: صلاح عبد الرازق
- إنتاج: أفلام محمد مختار
- موسيقى تصويرية: جمال سلامة
- توزيع داخلي: أفلام النصر (محمد حسن رمزي وشركاه)
- توزيع خارجي: الأهرام للسينما والفيديو (إبراهيم شوقي سالم)

## روابط خارجية
- مقالات تستعمل روابط فنية بلا صلة مع ويكي بيانات